# 25913 Jamesgreen
25913 Jamesgreen este o planetă minoră (asteroid), cu un diametru de 5,31 km, din centura de asteroizi. A fost descoperită pe 2 februarie 2001 la Stația Anderson Mesa de Lowell Observatory Near-Earth-Object Search. 
Obiectul prezintă o orbită caracterizată de o semiaxă mare de 2,6823485 UAi, o excentricitate de 0,2, o înclinație de 12,18183 ° în raport cu ecliptica.